# Malaika Mihambo
Malaika Mihambo (ur. 3 lutego 1994 w Heidelbergu) – niemiecka lekkoatletka specjalizująca się w skoku w dal.
Jej ojciec pochodzi z Zanzibaru. W młodości trenowała judo i balet, a później zdecydowała się na lekkoatletykę.
W 2011 była dziewiąta na mistrzostwach świata juniorów młodszych w Lille Metropole. Rok później bez powodzenia startowała na światowym czempionacie juniorów w Barcelonie. Złota medalistka juniorskich mistrzostw Europy z Rieti (2013). W tym samym roku bez powodzenia startowała na mistrzostwach świata w Moskwie. Czwarta zawodniczka mistrzostw Europy w Zurychu (2014). Rok później zdobyła złoto młodzieżowych mistrzostw Europy oraz była szósta na mistrzostwach świata w Pekinie. W 2016 zdobyła brązowy medal mistrzostw Europy w Amsterdamie oraz zajęła 4. miejsce na igrzyskach olimpijskich w Rio de Janeiro.
W 2018 zdobyła złoty medal mistrzostw Europy w Berlinie, a rok później triumfowała na światowym czempionacie w Dosze. Halowa wicemistrzyni Europy z Torunia (2021). W tym samym roku wywalczyła w Tokio złoty medal igrzysk olimpijskich. W 2022 w Eugene obroniła tytuł mistrzyni świata. Dwa lata później została mistrzynią Europy oraz wicemistrzynią olimpijską. Brązowa medalistka rozgrywanych w Apeldoorn halowych mistrzostw Starego Kontynentu.
Złota medalistka mistrzostw Niemiec oraz reprezentantka kraju na drużynowych mistrzostwach Europy.
Rekordy życiowe: stadion – 7,30 (6 października 2019, Doha); hala – 7,07 (14 lutego 2020, Berlin oraz 7 lutego 2025, Karlsruhe); bieg na 60 metrów (hala) – 7,22 (22 lutego 2020, Lipsk); bieg na 100 metrów – 11,21 (30 czerwca 2019, Mannheim) / 11,13w (30 czerwca 2019, Mannheim).

## Osiągnięcia
| Rok  | Impreza                                               | Miejsce        | Lokata            | Wynik |
| ---- | ----------------------------------------------------- | -------------- | ----------------- | ----- |
| 2010 | Kwalifikacje Europy do igrzysk olimpijskich młodzieży | Moskwa         | 7. miejsce        | 5,94  |
| 2011 | Mistrzostwa świata juniorów młodszych                 | Lille          | 9. miejsce        | 5,81  |
| 2012 | Mistrzostwa świata juniorów                           | Barcelona      | el. – 14. miejsce | 6,15  |
| 2013 | Mistrzostwa Europy juniorów                           | Rieti          | 1. miejsce        | 6,70  |
| 2013 | Mistrzostwa świata                                    | Moskwa         | el. – 18. miejsce | 6,49  |
| 2014 | Mistrzostwa Europy                                    | Zurych         | 4. miejsce        | 6,65  |
| 2015 | Młodzieżowe mistrzostwa Europy                        | Tallinn        | 1. miejsce        | 6,73  |
| 2015 | Mistrzostwa świata                                    | Pekin          | 6. miejsce        | 6,79  |
| 2016 | Mistrzostwa Europy                                    | Amsterdam      | 3. miejsce        | 6,65  |
| 2016 | Igrzyska olimpijskie                                  | Rio de Janeiro | 4. miejsce        | 6,95  |
| 2018 | Halowe mistrzostwa świata                             | Birmingham     | 5. miejsce        | 6,64  |
| 2018 | Mistrzostwa Europy                                    | Berlin         | 1. miejsce        | 6,75  |
| 2018 | Puchar interkontynentalny                             | Ostrawa        | 3. miejsce        | 6,86  |
| 2019 | Halowe mistrzostwa Europy                             | Glasgow        | 4. miejsce        | 6,83  |
| 2019 | Mistrzostwa świata                                    | Doha           | 1. miejsce        | 7,30  |
| 2021 | Halowe mistrzostwa Europy                             | Toruń          | 2. miejsce        | 6,88  |
| 2021 | Igrzyska olimpijskie                                  | Tokio          | 1. miejsce        | 7,00  |
| 2022 | Mistrzostwa świata                                    | Eugene         | 1. miejsce        | 7,12  |
| 2022 | Mistrzostwa Europy                                    | Monachium      | 2. miejsce        | 7,03  |
| 2023 | Halowe mistrzostwa Europy                             | Stambuł        | 4. miejsce        | 6,83  |
| 2024 | Mistrzostwa Europy                                    | Rzym           | 1. miejsce        | 7,22  |
| 2024 | Igrzyska olimpijskie                                  | Paryż          | 2. miejsce        | 6,98  |
| 2025 | Halowe mistrzostwa Europy                             | Apeldoorn      | 3. miejsce        | 6,88  |
| 2025 | I dywizja drużynowych mistrzostw Europy               | Madryt         | 2. miejsce        | 6,84  |